# Pinilla del Valle
Pinilla del Valle é um município da Espanha na província e comunidade autónoma de Madrid, de área 25,83 km² com população de 165 habitantes (2004) e densidade populacional de 6,39 hab/km².

## Demografia
| Variação demográfica do município entre 1991 e 2004 | Variação demográfica do município entre 1991 e 2004 | Variação demográfica do município entre 1991 e 2004 | Variação demográfica do município entre 1991 e 2004 |
| --------------------------------------------------- | --------------------------------------------------- | --------------------------------------------------- | --------------------------------------------------- |
| 1991                                                | 1996                                                | 2001                                                | 2004                                                |
| 156                                                 | 167                                                 | 160                                                 | 165                                                 |